# ツヴェタン・トドロフ
ツヴェタン・トドロフ（Tzvetan Todorov, 1939年3月1日 - 2017年2月7日）は、ブルガリア出身のフランスの思想家、哲学者、文芸批評家。

## 経歴
1939年、ソフィアに生まれる。ソフィア大学卒業後の1963年からフランスで活動し、ロラン・バルトの下で記号学を学ぶ。
1965年に編訳した『文学の理論―ロシア・フォルマリスト論集』でロシア・フォルマリズムをフランスに本格的に紹介する。1967年には『小説の記号学―文学と意味作用』を発表し、構造主義的文学研究の先駆的存在となった。1973年、フランスに帰化。ジェラール・ジュネットらとともに国際詩学研究誌『ポエティック』の編集委員を務める。
パリ第7大学を経て、フランス国立科学研究センターの芸術・言語研究センターに所属する。1991年、『歴史のモラル』でルソー賞を受賞した。
2017年、死去。

## 著書

### 単著
- 『小説の記号学―文学と意味作用』（1967年） - 邦訳：1974年、大修館書店、菅野昭正・保苅瑞穂訳
- 『幻想文学―構造と機能』（1970年） - 邦訳：1975年、朝日出版社

改題：『幻想文学論序説』 - 邦訳：1999年、東京創元社創元ライブラリー、渡辺明正・三好郁朗訳
- 『象徴の理論』（1977年） - 邦訳：1987年、法政大学出版局、及川馥・一之瀬正興訳
- 『象徴表現と解釈』（1978年） - 邦訳：1989年、法政大学出版局、及川馥・小林文生訳
- 『言説の諸ジャンル』（1978年） - 邦訳：2002年、法政大学出版局、小林文生訳
- 『他者の記号学―アメリカ大陸の征服』（1982年） - 邦訳：1986年、法政大学出版局、及川馥・大谷尚文・菊地良夫訳
- 『はかない幸福―ルソー』（1985年） - 邦訳：1988年、法政大学出版局、及川馥訳
- 『批評の批評―研鑽のロマン』（1985年） - 邦訳：1991年、法政大学出版局、及川馥・小林文生訳
- 『極限に面して―強制収容所考』（1991年） - 邦訳：1992年、法政大学出版局、宇京頼三訳
- 『歴史のモラル』（1991年） - 邦訳：1993年、法政大学出版局、大谷尚文訳
- 『フランスの悲劇―1944年夏の市民戦争』（1994年） - 邦訳：1998年、法政大学出版局、大谷尚文訳
- 『共同生活―一般人類学的考察』（1995年） - 邦訳：1999年、法政大学出版局、大谷尚文訳
- 『ミハイル・バフチン対話の原理―付バフチン・サークルの著作』（1981年） - 2001年、法政大学出版局、大谷尚文訳
- 『われわれと他者―フランス思想における他者像』（1989年） - 邦訳：2001年、法政大学出版局、小野潮・江口修訳
- 『個の礼讃―ルネサンス期フランドルの肖像画』（2000年） - 邦訳：2002年、白水社、岡田温司・大塚直子訳
- 『日常礼讃―フェルメールの時代のオランダ風俗画』（1993年） - 邦訳：2002年、白水社、塚本昌則訳
- 『未完の菜園―フランスにおける人間主義の思想』（1998年） - 邦訳：2002年、法政大学出版局、内藤雅文訳
- 『バンジャマン・コンスタン―民主主義への情熱』（1999年） - 邦訳：2003年、法政大学出版局、小野潮訳
- 『イラク戦争と明日の世界』（2003年） - 邦訳：2004年、法政大学出版局、大谷尚文訳
- 『越境者の思想―トドロフ、自身を語る』（2002年） - 邦訳：2006年、法政大学出版局、小野潮訳
- 『悪の記憶・善の誘惑―20世紀から何を学ぶか』（2000年） - 邦訳：2006年、法政大学出版局、大谷尚文訳
- 『異郷に生きる者』（1996年） - 邦訳：2008年、法政大学出版局、小野潮訳
- 『絶対の冒険者たち―明日への遺産』（2005年） - 邦訳：2008年、法政大学出版局、大谷尚文訳
- 『啓蒙の精神―明日への遺産』（2007年） - 邦訳：2008年、法政大学出版局、石川光一訳
- 『芸術か人生か!―レンブラントの場合』（2008年） - 邦訳：2009年、みすず書房、高橋啓訳
- 『文学が脅かされている』（2007年） - 邦訳：2009年、法政大学出版局、小野潮訳
- 『ゴヤ―啓蒙の光の影で』（2011年） - 邦訳：2014年、法政大学出版局、小野潮訳
- 『民主主義の内なる敵』（2012年） - 邦訳：2016年、みすず書房、大谷尚文訳
- 『屈服しない人々』（2015年） - 邦訳：2018年、新評論、小野潮訳
- 『野蛮への恐怖、文明への怨念』（2008年） - 邦訳：2020年、新評論、大谷尚文・小野潮訳
- 『善のはかなさ―ブルガリアにおけるユダヤ人救出』（1999年） - 邦訳：2021年、新評論、小野潮訳
- 『ロシア革命と芸術家たち1917-41―芸術家の勝利』（2017年） - 邦訳：2025年、白水社、赤塚若樹訳

### 編著
- 『文学の理論―ロシア・フォルマリスト論集』（1965年） - 邦訳：1971年、理想社、野村英夫訳

### 共編著
- （オズワルド・デュクロ）『言語理論小事典』（1975年） - 邦訳：1975年、朝日出版社、滝田文彦他訳
- （ジョルジュ・ボド）『アステカ帝国滅亡記―インディオによる物語』（1983年） - 邦訳：1994年、法政大学出版局、菊地良夫・大谷尚文訳
- 『ジェルメーヌ・ティヨン レジスタンス・強制収容所・アルジェリア戦争を生きて』（2009年） - 邦訳：2012年、法政大学出版局、小野潮訳